# Pierre Poilievre
Pierre Marcel Poilievre (Calgary, 3 de junio de 1979) es un político canadiense, miembro de la Cámara de los Comunes desde 2008 y líder del Partido Conservador y de la oposición desde 2022. Anteriormente se desempeñó como ministro de Reforma Democrática de 2013 a 2015 y ministro de Empleo y Desarrollo Social en 2015.
Poilievre estudió relaciones internacionales en la Universidad de Calgary y obtuvo una licenciatura en Artes. Luego trabajó como asesor de Stockwell Day, líder de la Alianza Canadiense. Poilievre fue elegido por primera vez como miembro de la Cámara de los Comunes en las elecciones federales de 2004 en representación de Nepean-Carleton, el cual en 2015 fue restablecido con el nombre de Carleton. También fue miembro del gabinete en la sombra de 2021 a 2022. Se postuló para líder del Partido Conservador en su elección de liderazgo de 2022, ganó en la primera votación.

## Biografía
Poilievre fue adoptado al nacer por los maestros de escuela, Marlene y Donald Poilievre, Donald Poilievre es de ascendencia franco-saskatchewanense. Su abuelo materno biológico, a quien Poilievre conoció de adulto, era canadiense irlandés. Poilievre se crio en la ciudad de Calgary, asistiendo a la Escuela Secundaria Henry Wise Wood y posteriormente a la Universidad de Calgary. Participó activamente en el Partido Reformista de Canadá.
En la Universidad de Calgary, Poilievre estudió relaciones internacionales, después de un período de estudio en el comercio. Se graduó con una licenciatura en artes.
Antes de mudarse a Ottawa, Poilievre fundó una empresa llamada 3D Contact Inc., con su socio Jonathan Denis, que se enfocaba en brindar servicios de investigación, encuestas y comunicaciones políticas. Poilievre trabajó para la organización llamada Campaign to Draft Stockwell Day, que buscaba reclutar a para postularse para el liderazgo de la Alianza Canadiense y luego en la campaña de liderazgo de Stockwell Day. Varios años más tarde, después del mandato de Day como líder de la oposición oficial, Poilievre trabajó para Day como asesor.

## Carrera política

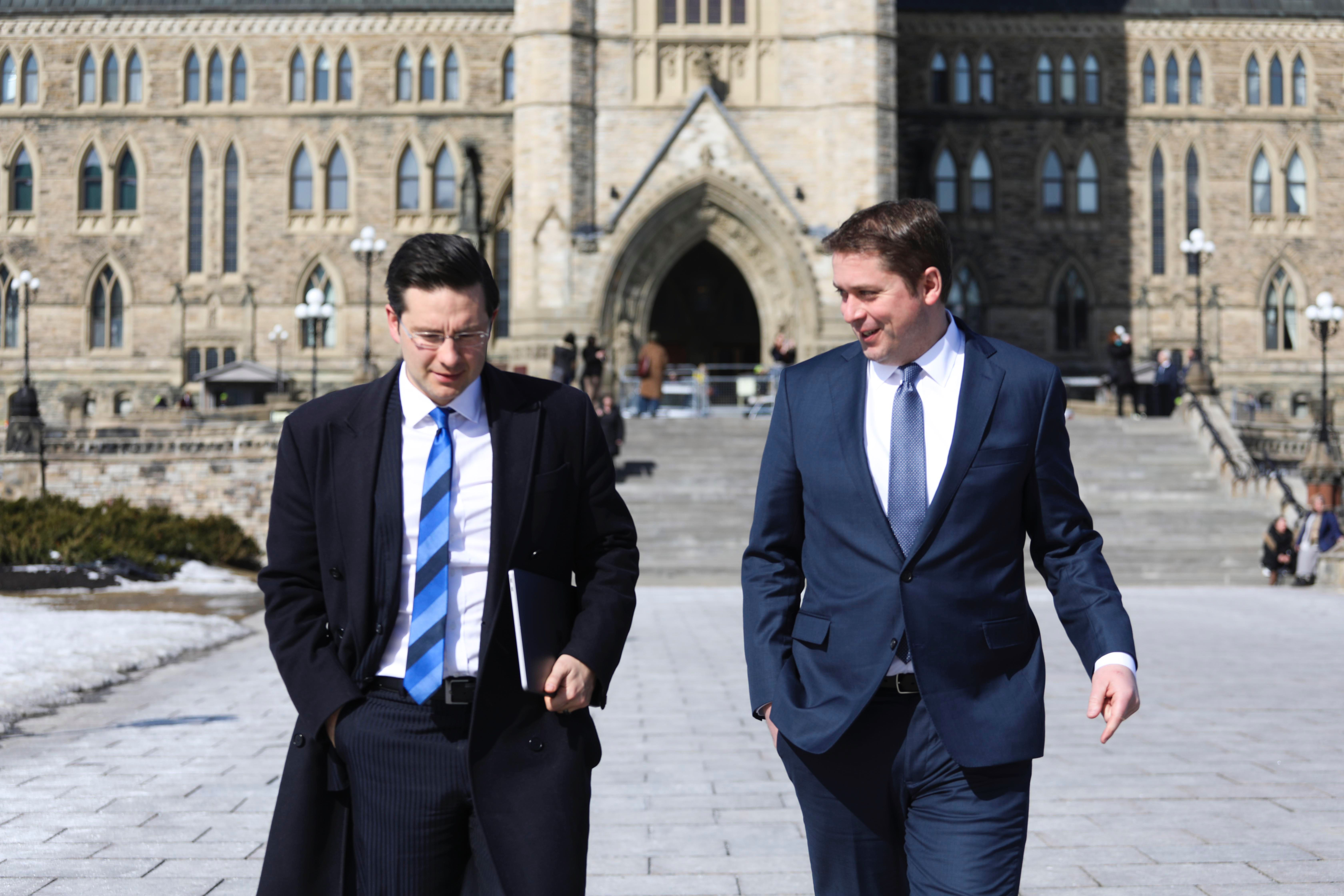
Poilievre en Parliament Hill con Andrew Scheer en 2018

### Parlamentario
Con los preparativos en curso para las elecciones federales canadienses de 2004, Poilievre, residente de Manordale de 24 años, ganó la nominación del Partido Conservador en el distrito de Nepean-Carleton para competir por el escaño en la Cámara de los Comunes, se enfrentó con el titular David Pratt del Partido Liberal. Aunque Pratt fue titular durante dos mandatos y ministro del gabinete, se proyectó que la elección sería reñida entre los dos. Poilievre recibió el apodo de "Skippy" al principio de su carrera política. Poilievre ganó el escaño y el Partido Conservador formó la Oposición Oficial al gobierno minoritario del Partido Liberal. Poilievre ingresó al Parlamento de Canadá a la edad de 25 años, como uno de los miembros más jóvenes del caucus conservador, junto con Andrew Scheer.
Poilievre ganó la reelección en las elecciones federales canadienses de 2006 con más del 50% de los votos. El Partido Conservador formó un gobierno minoritario, a la edad de 26 años, seguía siendo el diputado más joven en la Cámara de los Comunes. El primer ministro Stephen Harper nombró a Poilievre para que actuara como secretario parlamentario del presidente de la Junta del Tesoro.
En las elecciones federales de 2011 fue nuevamente reelegido y el Partido Conservador formó un gobierno mayoritario.
A nivel local, Nepean quedó fuera de su conducción en la redistribución electoral federal canadiense de 2012, por lo que Poilievre se mudó de Barrhaven a Greely para buscar la elección en la conducción más rural de Carleton. Con la destacada abogada constitucional Deborah Coyne postulándose para el Partido Verde y la popularidad del Partido Liberal aumentando a medida que avanzaba, se esperaba que las elecciones de Carleton fueran más reñidas. Poilievre ganó el escaño con el 46% de los votos, pero su Partido Conservador pasó a ser la Oposición Oficial a un gobierno mayoritario del Partido Liberal.
Poilievre fue reelegido nuevamente en las elecciones federales de 2019 y también en 2021, esta vez por un margen de votación más amplio en comparación con su victoria de 2015.

### Ministro
En 2013 Harper reorganizó su gabinete, agregando varios miembros nuevos, incluido Poilievre para reemplazar a Tim Uppal como ministro de Estado para la reforma democrática. En una pequeña reorganización del gabinete, instigada por la decisión del ministro de Relaciones Exteriores, John Baird, de no buscar la reelección, el primer ministro ascendió a Poilievre, el 9 de febrero de 2015, a un puesto ministerial. Reemplazó a Jason Kenney como ministro de empleo y desarrollo social y asumió el papel de Baird como ministro responsable de la Comisión Nacional de la Capital, manteniendo sus funciones como ministro responsable de la reforma democrática.

### Gabinete en la sombra
Tras la renuncia de Harper, la líder interina del partido, Rona Ambrose, convirtió a Poilievre en miembro del gabinete en la sombra en temas relacionados con la Junta del Tesoro hasta octubre de 2016, luego lo trasladó en temas relacionados con Empleo, Trabajo y Oportunidades laborales. En agosto de 2017, el nuevo líder del partido, Andrew Scheer, seleccionó a Poilievre para ser miembro del gabinete en la sombra del Ministro de Finanzas.
Después de la renuncia de Scheer como líder del partido, inicialmente se consideró que Poilievre era uno de los principales candidatos para ganar las elecciones de liderazgo posteriores. Poilievre consideró la oferta de postularse y comenzó a reunir un equipo de campaña, aunque anunció que no se postularía el 23 de enero de 2020 por motivos familiares.
El sucesor de Scheer, Erin O'Toole, mantuvo a Poilievre como miembro del gabinete en la sombra en temas financieros hasta el 10 de febrero de 2021, cuando fue reemplazado por Ed Fast. Luego, Poilievre continuó siendo miembro del gabinete en temas de empleo y la industria, aunque solo ocupó este cargo por un corto tiempo cuando recuperó su antiguo puesto en el área de finanzas el 9 de noviembre de 2021.

### Liderazgo conservador y de la oposición
El 5 de febrero de 2022, tres días después de que el caucus conservador derrocara a O'Toole como líder a través de una revisión de liderazgo, Poilievre declaró implícitamente su intención de postularse en las elecciones de liderazgo de 2022.
Durante la carrera por el liderazgo, Poilievre ha criticado a sus compañeros contendientes Patrick Brown y Jean Charest; los etiquetó como candidatos que quieren imponer sus políticas liberales en el Partido Conservador.
Poilievre se convirtió en líder del Partido Conservador el 10 de septiembre de 2022 y líder de la oposición oficial de Canadá. El 12 de septiembre, Poilievre dio su primer discurso ante su bancada como líder. Al día siguiente, el 13 de septiembre, Poilievre dio a conocer su equipo de liderazgo de la Cámara de los Comunes con nueve miembros, incluidos los líderes adjuntos Melissa Lantsman y Tim Uppal.

## Posiciones políticas
Poilievre ha sido descrito como libertario y populista. En temas económicos argumenta que los grandes déficits presupuestarios son la razón de la inflación. Esta a favor de la normalización de las criptomonedas, incluido el Bitcoin. Poilievre apoya la eliminación de la corporación de radiotelevisión pública Canadian Broadcasting Corporation (CBC).
También tiene posiciones cercanas al conservadurismo verde, se compromete a derogar el impuesto al carbono del gobierno liberal si los conservadores forman un gobierno bajo su mando. Poilievre está a favor del uso de tecnología verde y la fijación de objetivos para reducir las emisiones relacionadas con el carbono.
En temas sociales, Poilievre está a favor del aborto. Afirmó que no buscaría reabrir el debate sobre el aborto en Canadá. Poilievre votó en contra de la legalización del matrimonio entre personas del mismo sexo en 2005, como la mayoría de los diputados conservadores, aunque luego revirtió su posición anterior y en 2020 calificó el matrimonio homosexual como un éxito.

## Vida personal

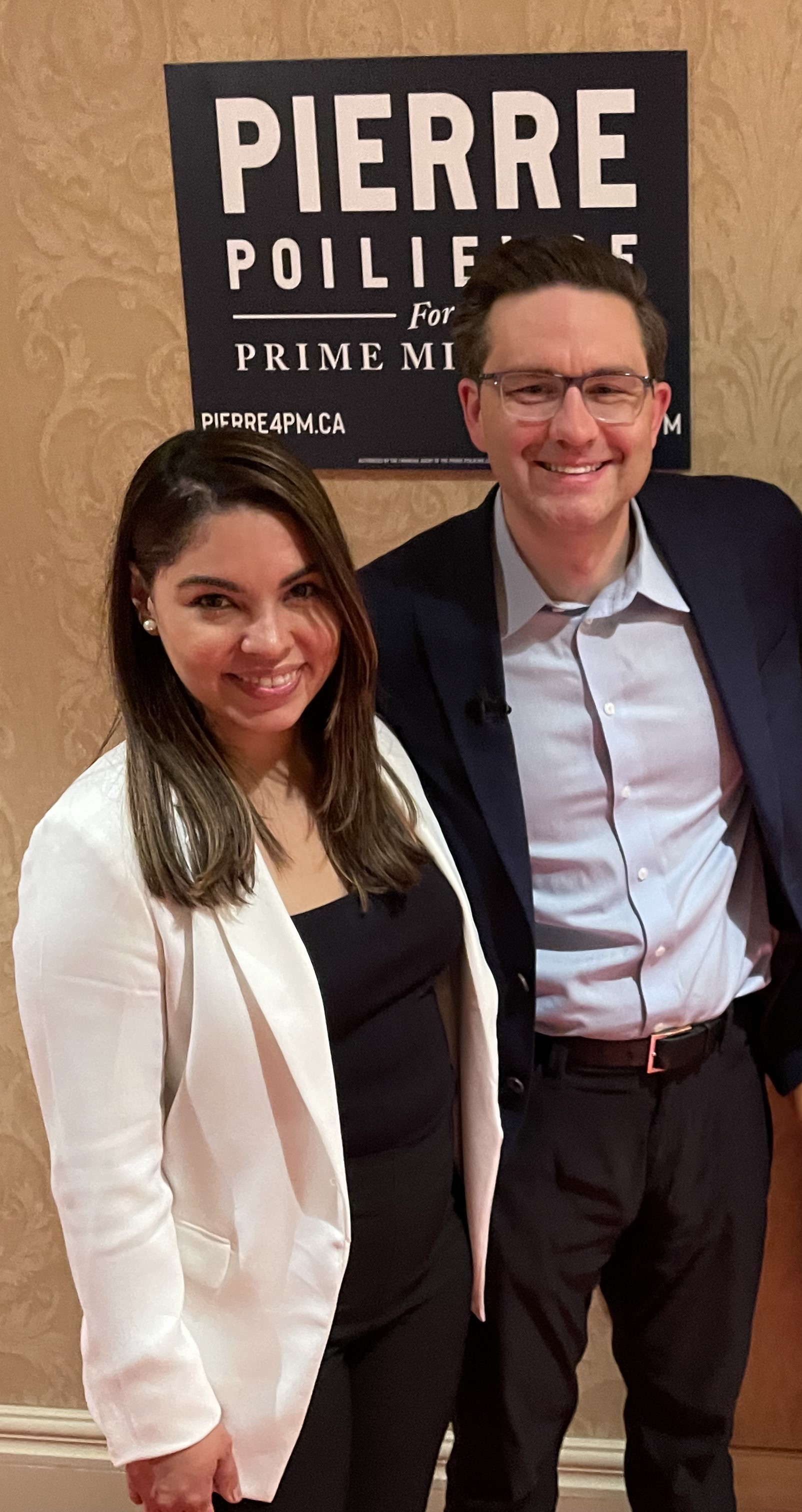
Poilievre y su esposa, Anaida, en un mitin de campaña en abril de 2022

Poilievre es bilingüe, habla inglés y francés con fluidez. Después de mudarse a Ottawa, Poilievre mantuvo una relación con la asesora política conservadora Jenni Byrne hasta 2011. En enero de 2018, Poilievre se casó con Anaida Galindo. Su primera hija, Valentina Alejandra Poilievre Galindo, nació el 17 de octubre de 2018. El 12 de septiembre de 2021, Poilievre anunció el nacimiento de su segundo hijo, Cruz Alejandro Poilievre.

### Religión
Poilievre se identifica como católico.